# Гійменіт
Гійменіт – основний водний селеніт барію та уранілу – Ba[(UO2)3(OH)4(SeO3)2]*3H2O. Склад у % (з родов. Мюзонуа, Катанга, Демократична Республіка Конго): BaO – 10,8; UO3 – 64,5; SeO2 – 16,8; Н2О – 7,1. Сингонія ромбічна. Кристали крихкі, таблитчасті, також нальоти і шовковисті маси. Густина 4,88. Колір канарково-жовтий. Знаходиться в зоні окиснення мідно-кобальтового родовища Мюзонуа (ДР Конго).